# ぶら ぶら
『ぶら ぶら』は、2011年3月31日（3月24日予定）にWHEELより発売された18禁のパソコンゲーム（アダルトゲーム）ソフトである。

## あらすじ
"男"・皆口瞳に恋をしてしまった副島拓司。彼の周りの人物たちの中には、彼を異性愛への道へ引き戻そうとする者もあれば、二人の恋を応援する者までいた。

## 登場人物
副島 拓司（そえじま たくじ）
主人公。少々暑苦しい性格だが、思いやりのある少年。
皆口 瞳（みなぐち ひとみ）
声:大波こなみ
拓司と央の幼馴染で、拓司の恋愛対象である少年（男の娘）。明るい性格で、笑顔がチャームポイント。
水瀬 央（みなせ なかば）
声:桃井穂美
拓司と瞳の幼馴染。瞳に恋する拓司にやきもきし、異性愛への道へ引き戻そうと日々奮闘しており、周りからは「世話女房」と呼ばれるようになってしまった。
母の経営する喫茶店でアルバイトしている。
長澤 アリス（ながさわ アリス）
声:茶谷やすら
拓司の先輩。才色兼備の令嬢だが、実はボーイズラブ大好きな腐女子で、金を惜しみなく使ってまで拓司と瞳の恋を応援している。
柏木 蓉子（かしわぎ ようこ）
声:たなかりお
拓司のクラスメイトで風紀委員長。拓司とは隣の席。教えたはずのない拓司の住所を知っているだけでなく、合鍵を使ってまで家に侵入するなど、ストーカーじみた行動をとっている。
白木 裕香（しらき ゆうか）
声:小倉結衣
拓司の後輩。明るい性格で、周りからの人気も高い。
神と愛を崇拝するエクソシスト見習いをしているが、同性愛に関しては否定的で、瞳に対する恋慕を悪霊によるものだと見なしており、物理的に悪魔を払おうとしている。
千道 美羽（せんどう みう）
声:新堂真弓
アリスのクラスメートである腐女子で、見た目に反して男子からの人気は低い。BL仲間としてアリスを尊敬しているため、同性愛としてアリスに恋愛感情を抱いているわけではない。
マスター鈴（マスターりん）
声:美澄すい
央の働く喫茶店のマスター。ほんわかした美女に見え人気があるが、正体は央の父親（やはり「男の娘」）。
撫子先生（なせしこせんせい）
声:藍川珪
拓司の通う樋野坂学園の理事長で、拓司らの担任教師。だらしなくずぼらな性格で、おまけに混乱しているさまを楽しむという迷惑な性格。
柏木 真悟（かしわぎ しんご）
声:珈琲三昧
アリスの執事で、彼女の命令を忠実に実行する。紳士的だが、実は熱血漢。

## スタッフ
- 原画 - 珈琲猫
- シナリオ - Team N.G.X・佐山操・Dr.どっぷり&夜行人間下妻憂
- SD原画 - あぼしまこ
- プログラム - ビクセン
- BGM - めぐむ
- OP主題歌 - 「Burst!」
  - Barbarian On The Groove feat.璃杏
  - Voice:鈴原知花
  - words:wight music＆arrangement:mo2